# Pechea, Galați
Pechea este satul de reședință al comunei cu același nume din județul Galați, Moldova, România.

## Personalități
- Steluța Luca - fostă jucătoare de handbal, în prezent antrenor.
- Lucian Bute - fost boxer, campion mondial
- Cristian Ciocan - boxer profesionist

## Legături externe
- PECHEA.INFO Arhivat în 11 iunie 2016, la Wayback Machine. Site-ul oficial al Comunei Pechea, Galati

 Acest articol despre o localitate din județul Galați este deocamdată un ciot. Puteți ajuta Wikipedia prin completarea lui.